# Escuela de Cine y Televisión de la Academia de Artes Escénicas en Praga
La Escuela de Cine y Televisión de la Academia de Artes Escénicas en Praga (en checo: Filmová a televizní fakulta Akademie múzických umění v Praze) es una de las escuelas de cine más antiguas del mundo. Localizada como su nombre lo indica en Praga, República Checa, la institución fue fundada en 1946 como una de las tres ramas de la Academia de Artes Escénicas de Praga. La lengua de enseñanza en la mayoría de los programas en la escuela es el checo, pero adicionalmente ofrece también programas en Inglés: talleres de verano, programas de un año en la Academia, Producciones especiales - o el programa MFA en Cine digital. Según el reportero semanal Hollywood, la facultad es la mejor escuela de cine de Europa y la número 11 en el mundo.